# United-Air-Lines-Flug 521
Am 29. Mai 1947 verunglückte auf dem United-Air-Lines-Flug 521 (Flugnummer: UA521) eine Douglas DC-4 beim Start von LaGuardia Airport in New York City. Bei dem Unfall kamen 43 von 48 Menschen an Bord ums Leben. Als Unfallursache wurden vor dem Start nicht gelöste Ruderverriegelungen festgestellt.

## Flugzeug und Insassen
Die eingesetzte Douglas DC-4 war 1944 für die United States Army Air Forces (USAAF) als C-54B (Werknummer 18324, USAAF-Seriennummer 43-17124) gebaut worden. Der Kauf durch United Air Lines und der Umbau in eine zivil nutzbare DC-4 erfolgten direkt nach Kriegsende. Die Maschine war mit vier Sternmotoren des Typs Pratt & Whitney R-2000-2SD-13G Twin Wasp ausgestattet. Sie wurde auf den Namen Mainliner Lake Tahoe getauft und trug das Luftfahrzeugkennzeichen NC30046. Zum Zeitpunkt des Unfalls hatte die Maschine eine Betriebsleistung von 5950 Flugstunden.
Es befanden sich 44 Passagiere und 4 Besatzungsmitglieder an Bord.

## Unfallhergang
Der Flug UA521 war ein planmäßiger Linienflug vom LaGuardia Airport in New York City nach Cleveland. Am Abend des 29. Mai 1947 begann die Maschine ihren Startlauf um 19:04 Uhr Ortszeit von Bahn 18 in südlicher Richtung. Beim Erreichen der Abhebegeschwindigkeit rotierte die DC-4 nicht, überrollte das Startbahnende, durchbrach die Flughafenumzäunung und rollte auf die Stadtautobahn Grand Central Parkway. Anschließend stieß sie gegen eine Böschung, schlitterte in einen Teich und explodierte.
Zunächst konnten 10 Personen aus dem Wrack entkommen, von denen jedoch fünf später an ihren Verletzungen starben. Insgesamt kamen 43 Menschen ums Leben, nur zwei Besatzungsmitglieder und drei Passagiere überlebten. Am Boden gab es keine Opfer.
Es handelte sich damit um den bis dahin schwersten Flugunfall in der Geschichte der Vereinigten Staaten, bis dieser keine 24 Stunden später mit dem Absturz einer anderen DC-4 auf dem Eastern-Airlines-Flug 605 übertroffen wurde.

## Ursache
Der Unfall wurde durch das Civil Aeronautics Board (CAB) untersucht. Bei der Untersuchung stellten die Ermittler nicht entfernte Ruderverriegelungen fest. Nach Ansicht der Ermittler war die wahrscheinliche Ursache für diesen Unfall die Unfähigkeit des Piloten, die Steuerflächen zu betätigen, da die Ruderverriegelung aktiviert war. Dies führte zu der Entscheidung des Piloten, den Start an einer Stelle abzubrechen, an der es bereits zu spät war, um ein Anhalten innerhalb der Flughafengrenzen zu ermöglichen.